# タケカワユキヒデ
タケカワ ユキヒデ（本名：武川 行秀〈読み同じ〉、1952年10月22日 - ）は、日本の歌手、シンガーソングライター・作家。ゴダイゴのメインボーカルであり、ほとんどのシングル曲の作曲者。アメニティ所属。帝京大学客員教授。身長172cm、血液型B型。
「竹川行秀」と誤記されることが多いことから、カタカナで表記されている。

## 略歴
埼玉県浦和市（現：さいたま市浦和区）生まれ。5歳からヴァイオリンを、10歳から作曲を始める。母方曽祖父が国産ヴァイオリンメーカー鈴木バイオリン製造創業者の鈴木政吉。母方大叔父に、ヴァイオリン教育のスズキ・メソードで名高い鈴木鎮一がいる。また、父方の祖父は判事の武川佳海である。父は、『「第九」のすべて』（芸術現代社）などの著作がありベートーヴェン研究家、音楽評論家として著名な武川寛海という音楽家の家系。
埼玉県立浦和高等学校、東京外国語大学外国語学部英米語学科卒業（休学・復学を繰り返し11年間かけて卒業。在学中に結婚）。
1975年、全曲英詞のアルバム『走り去るロマン』でソロアーティストとしてデビュー。翌1976年、以前から活動を共にしていたミッキー吉野とゴダイゴを結成し、作曲とボーカルを担当。彼独特のメロディーは「ガンダーラ」、「モンキー・マジック」、「銀河鉄道999」、「ビューティフル・ネーム」といった数々のヒット曲を残した。1985年のゴダイゴ活動休止後は、中森明菜、酒井法子、松田聖子、光GENJIなど、他のアーティストへの楽曲提供やプロデュースでヒットメーカーとしての地位を確立し、2枚のアルバム、1枚のサントラ盤もリリース。同年、高倉健主演映画「夜叉」の主題歌の作曲を手がけた。
1989年アルバム『I LOVE YOU』を発表し、本格的にソロ活動を再開。1990年代に入り、作曲家・音楽プロデューサー・ライブ活動のほか、講演、テレビ・ラジオ番組の司会・コメンテーター、文筆活動など、マルチアーティストとして幅広く活躍中。1994年5月にダイワハウスのCMソング「僕たちの愛」を発表、同年11月には自己のヒット曲をメドレーにしたシングル「ガンダーラ伝説」が、ゴダイゴを知らない世代で話題となり、ヒットチャートの上位にランクインされる。
1男4女の父親であり、1999年にはベストファザー賞を受賞、2001年には「娘を持つ父親のための本」を出版。4女のうち三女・基、四女・武川アイがT's COMPANYというユニットを組んでおり、近年は彼女達と一緒に"タケカワユキヒデ & T's COMPANY"として音楽活動することが多い。特に花王リーゼのCMソング「気分は上々」は人気を博した。この他にも、長女の唯と次女の誓によるT's FACTORYもある。さらに、T's COMPANYとT's FACTORYに妻の敦子と長男の暁を加えたT's FAMILYといったグループも存在する。また、NHK教育テレビ『天才てれびくん』の音楽プロデューサーや、TBSラジオ『こども電話相談室』のレギュラーとしても有名。
1999年オリジナルメンバーで期間限定の再結成。2006年、恒久的に再結成。2012帝京大学教育学部客員教授に就任。2022年さいたま市教育委員会の委員に就任。

## 趣味
多彩な趣味人として知られる。旅行（国内、海外問わず）・アウトドア・写真・料理・パソコンなど幅広い趣味を持っており、テレビ番組で紹介されることも多い。
特に漫画好きは有名で、妻の実家が所有している山梨県某所にある別荘に漫画専用の書庫を構え、『週刊少年サンデー』『週刊少年マガジン』『週刊少年ジャンプ』『週刊少年チャンピオン』『週刊少年キング』のバックナンバーをすべて保存している。また、『ビッグコミックスピリッツ』『コミックモーニング』『ビッグコミック』『ビッグコミックオリジナル』など、週に約7冊の漫画雑誌を読破しているという。
30年以上漫画雑誌を収集し続け、少年漫画・少女漫画を問わず造詣が深いことから、趣味の範疇を超えて漫画評論家としての側面も持っている。『こちら葛飾区亀有公園前派出所』の単行本で解説文を寄せたこともある。
手塚治虫文化賞の第1回から第3回までの選考委員も務めた。2023年4月時点で、日本漫画家協会参与。

## ディスコグラフィ

### シングル

#### タケカワユキヒデ
1. ファッションハウス・サンヨー / SANYO GOODLY（梅垣達志）（1974年）
三陽商会の非売品販売促進用レコード。
A面の「ファッションハウス…」は、のちにゴダイゴのアルバム「CM ソング・グラフィティ・ゴダイゴ・スーパー・ヒッツ」に収録されることになる、「IN YOUR EYES」の一部歌詞を変更したもの。
2. 走り去るロマン / 夜の都会（1975年1月1日）
タケカワの公式デビュー盤。デビュー・アルバム「走り去るロマン」からの先行シングル・カット。
3. いつもふたり / 白い小鳥（1975年4月1日）
「走り去るロマン」からのシングル・カット。
4. アンクル・ジョン / スマイル（1975年11月10日）
両面とも、「ビッグジョンジーンズ」のCMソング。
5. SPRINTER LIFTBACK -TRAVELLING ON A SUNDECK- 〜光の中を走るサンデッキ〜 / 同（インストゥルメンタル）（1976年）
トヨタ・スプリンターリフトバックの非売品販売促進用レコード。
のちにゴダイゴのアルバム「CM ソング・グラフィティ・ゴダイゴ・スーパー・ヒッツ」に収録されることになる「SPRINTER LIFTBACK」は再録音されたものである。
6. ハピネス（日本語）/ ハピネス（英語）（1979年5月1日）
サントリービールCMソング。ソロ名義だが、演奏はゴダイゴのメンバーが全員参加している。
7. あの頃 / 天使の翼（1980年7月1日）
アルバム『LYENA』からのシングル・カット。
「あの頃」は、永らくゴダイゴのライヴでフィナーレを飾っていた曲。「天使の翼」は、フマキラー「ベープマット」のCMソング。
8. ドキ・ドキ・サマーガール（日本語）/ ドキ・ドキ・サマーガール（英語） （1982年6月1日）
コーセー化粧品CMソング。
9. 白い街角 / グレープ・シード（1983年1月1日）
「武川行秀」名義のシングル。ゴダイゴでは「タケカワ」、ソロでは「武川」と使い分けするための表記だった。
アルバム『白い街角』からのシングル・カット。
10. ROCK天国 ROCK TO THE MUSIC / オー・ベイビー（1983年12月1日）
「武川行秀」名義のシングル。
「日本初のロック競作」として企画。JAN KEN POW、PASSING LANE、藍ともこ、サーカスがリリースしたが、発売日がずれるなど、レコード会社間の足並みが揃わず、不発に終わってしまった。
11. トゥナイト / テイク・ア・チャンス（1984年8月1日）
「武川行秀」名義のシングル。
「BGMからの脱却」を目指したアルバム『泥棒日記』からのシングル・カット。A面ではLOUDNESSの高崎晃が参加。
12. 誇りの報酬メインテーマ / CHASER（1985年11月21日）
ゴダイゴの活動休止後に担当した、日本テレビ系ドラマ『誇りの報酬』のOP（タケカワ作曲）および挿入曲（浅野孝巳作曲）。
メインテーマは、当初「都会の静けさ」というタイトルであった。
13. KEEP ON DREAMIN' / KEEP ON DREAMIN'（インストゥルメンタル）（1986年2月21日）
ディズニー映画『オズ』の主題歌。
版権の関係で、ディスコグラフィにはカウントされていない。
のちにアルバム『HELLO/GOOD NIGHT』に収録された際、再録音されて、「KEEP ON DREAMING」と改題された。
14. 若き戦士たちよ（松崎しげる）/ W・O・R・L・D ひとりじめ（1987年7月28日）
シングル・カセットのみの発売。A面はバレーボール全日本男子賛歌。B面はバレーボール全日本男子応援歌。
15. HAPPY BIRTHDAY / ハイ・ライフ（1989年7月21日）
アポロン移籍後初のシングル。CDシングル、EP、シングル・カセットで発売された。
16. I LOVE YOU / TRAGEDIES（1990年1月21日）
タケカワが司会を務めた情報番組『USAエクスプレス』のED。
CDシングル、シングル・カセットで発売されたが、店頭用サンプルとしてEP盤も存在している。
17. チャレンジ・トゥ・ドリーム（宇宙への扉） / チャレンジ・トゥ・ドリーム（カラオケ）（1990年4月）
北九州市のテーマパーク、スペースワールドでのみ販売された。
18. WE,DREAMING / 福山通運ラジオCM（1990年4月）
福山通運の非売品PR用カセット。「WE,DREAMING」は同社のCMソング。
のちにコンピレーションCD『続・CMの達人〜傑作CM音楽集〜』に、「I,DREAMING」のタイトルで収録された。
19. 別れの予感…アリ / 星の数程の愛（1990年9月21日）
Track1の演奏には、マイアミ・サウンド・マシーンが参加している。
20. HAPPY DAY / HAPPY DAY（カラオケ）（1993年）
椿本チエイン社歌。非売品CD。
21. 夢輝けば / 夢輝けば（カラオケ）（1993年）
ダイコク電機社歌。非売品CD。
22. やさしい風 / ファンタジア（1993年5月26日）
ファンハウス移籍後初のCD。テレビ東京系『特選ぶらり旅』ED。
23. 夢中で君にプロポーズ / ドンマイ MY フレンド（1994年1月26日）
Track1は、フジテレビ系『週刊スタミナ天国』OP。
Track2は、日本プロ野球オフィシャル・ソング。2008年より各球場で流されている過去の名選手・名シーンの映像のBGMとして使用されている。
24. マディソン郡のワルツ / 僕たちの愛（1994年5月25日）
Track2は、ダイワハウスCMソング。
25. スーパー・スター / ドンマイ MY フレンド（1994年7月19日）
26. ガンダーラ伝説 / ガンダーラ伝説（カラオケ）（1994年11月9日）
27. おまえはとてもWONDERFUL / MAYBE TOMORROW（1995年6月1日）
Track1は、宮崎シーガイア・ホテルオーシャン45のブライダルCMソング。
Track2は、1980年代後半にライヴで歌われていた「いちどでいいから」のリメイク。
28. I LOVE YOU 抱きしめて / そして炎のキス（1995年11月1日）
29. スキップ・スキップ・スマイル / スキップ・スキップ・スマイル（カラオケ）（1998年9月26日）
「ふくいゆとりフェスタ'98」のイメージソングとして、同会場で配布された。
30. MAKE A WISH -自分の力を信じて- / MAKE A WISH -自分の力を信じて-（カラオケ） （1999年）
日本システムディベロップメント (NSD) の30周年記念CD。非売品。
31. MONKEY MAGIC 1999 for DJ（1999年6月21日）
クラブDJがテクノ・リミックスした「モンキー・マジック」の2ヴァージョンと「銀河鉄道999」、鈴木聖美の「TAXI」の4曲を収録したアナログ12インチ・シングル。
32. MONKEY MAGIC 1999（1999年6月28日）
クラブDJがテクノ・リミックスした「モンキー・マジック」の4ヴァージョンと「銀河鉄道999」を収録。
33. 彩られた明日へ / 彩られた明日へ（カラオケ）（1999年7月）
彩の国さいたま イメージソング。非売品。
34. いつまでもチャレンジ / いつまでもチャレンジ（カラオケ）（2000年）
フランスベッドイメージソング。非売品。
35. 風のセレナーデ / 風のセレナーデ（カラオケ）（2002年）
横浜市港北区の大規模マンション「グリーンサラウンドシティ」イメージソング。PR用非売品。
36. A Happy Life / A Happy Life（カラオケ）（2004年11月5日）
アニメーション『蒼い海のトリスティア』OVA版ED。DVDトールサイズケースで販売された。
37. ミラマーレ / ミラマーレ（カラオケ）（2005年11月24日）
京成ホテルミラマーレのイメージソング。当地でのイベント時に配布された。
38. ガンダーラ TANTRA ver.日本語版 / ガンダーラ T's COMPANY ver.日本語版（2005年12月22日）
オンラインゲーム『TANTRA』のゲーム内アイテムとして発売された、「TANTRA オリエンタル・ボックス」に同封されていたCD。
39. TANTRA 日本語版 / TANTRA 英語版（2006年12月8日）
オンラインゲーム『TANTRA』のゲーム内アイテムとして発売された、「TANTRA オリエンタル・ボックスII」に同封されていたCD。
「TANTRA」は、本ゲーム用に新しく書き下ろされた新イメージソング。
40. この広い世界の中には / 同（カラオケ） / 同（インストゥルメンタル〜シンフォニック・ヴァージョン）（2009年1月）
大阪梅田の分譲マンション「ours」イメージソング。非売品。
41. HAPPINESS & LYENA（ハピネス&リエナ）（2012年12月15日）
日本語版と英語版を収録。
42. ラ (LA) ・ラ (LA) ・ラ (LA)（タケカワユキヒデとその子供たち・みんなのうた）

#### タケカワユキヒデ & T's COMPANY
1. ねぇマザー・テレサ / 愛する地球のために（1998年9月5日）
マザー・テレサ追悼ソング。
タケカワと二人の娘（基、愛）のユニット、タケカワユキヒデ & T's COMPANYのデビュー盤。
2. ハグしよう / 気分は上々/ MIRACLE（2000年3月18日）
Track1は、映画ドラえもん 『おばあちゃんの思い出』主題歌。演奏にミッキー吉野が参加している。
Track2は、花王 リーゼ・ミントシャワーCMソング。
3. BE WITH YOU 〜僕たちがついてる〜 / すずめばち最高（2000年10月21日）
テレビ大阪制作・テレビ東京系『ぐるぐるタウンはなまるくん』ED。
4. LET'S GO〜翼広げて / LET'S GO〜翼広げて（カラオケ）（2002年）
山形県・未来への贈り物事業 応援歌。非売品。
5. 風を感じて（2003年4月14日）
ひるがの高原・牧歌の里 イメージソング。その施設のみの限定販売。
コンピレーション盤「CMの達人〜傑作CM音楽集〜」にも収録されている。
6. 希望（ゆめ）のまち / 希望（ゆめ）のまち（コーラス）（2003年）
さいたま市の政令指定都市移行記念事業として制定された、さいたま市の市歌。市内の学校・公共機関に配布された。
Track2は、武川唯、誓、基、愛の4人で構成されたユニット「T's FAMILY」によるコーラス。
7. GALAXY EXPRESS 999 4 SONGS（2005年4月8日）

### アルバム
『走り去るロマン/PASSING PICTURES』（1975年1月25日）
デビュー・アルバム。
ジャケットは2種存在している。文字色にはオレンジとブルーがあり、写真のトリミングにも若干の違いがある。
2008年末にはGEAR-maticsシリーズ第四弾として、この1975年盤に、1979年に新録音された「ハピネス（英語詞）」を加えて、紙ジャケCDで復刻された。
藤田敏八監督『バージンブルース』にBGMとして、数曲使われている。
『走り去るロマン/PASSING PICTURES』（1978年2月25日）
デビュー・アルバムを、アメコミ風のジャケットに差し替えて再発売したもの。内容は同じ。
『走り去るロマン/PASSING PICTURES』（1979年5月25日）
ゴダイゴのブレイクにより、3度目の再発売となった。
ジャケットも新しく差し替えられている。
収録曲の内、「ぼくらのしあわせ/HAPPINESS」だけは、ゴダイゴの演奏で新録音され、「ハピネス」のタイトルで収録されている。
アルバム『走り去るロマン』は、この1979年盤だけがオリコンにチャートインしている。
1993年にCD化されている。
『レナ/LYENA』（1980年7月10日）
それまで書きためてきた曲で、レコード化されなかったりライヴでのみ演奏された曲などが多く収録されている。
「LYENA」は、ゴダイゴのプロデューサー・ジョニー野村、作詞家・奈良橋陽子夫妻の愛娘の名前。
「あの頃」は、ゴダイゴのライヴのフィナーレを長年飾っていながら、これまでレコード化されていなかった曲である。
「アフター・ザ・レイン」は、その後日本語詞をつけてリミックスされ、松竹映画『遥かなる走路』の主題歌としてゴダイゴ名義でシングル・カットされた他、英語版と共に同映画のサウンドトラックにも収録（英語版は「レナ/LYENA」収録版とステレオの左右が逆）。
1993年に初CD化。2008年末には、GEAR-maticsシリーズ第四弾として、紙ジャケCDで復刻された。
『白い街角/EMPTIEST FEELING』（1983年1月21日）
1曲を除き、日本語詞での歌唱。
編曲はミッキー吉野も参加。演奏はタリスマンと浅野孝巳。
永らくCD化されていなかったが、2008年末には、GEAR-maticsシリーズ第四弾として、紙ジャケCDで復刻された。
『泥棒日記/Journal du Voleur』（1984年8月21日）
「BGMからの脱却」と本人が表現した通り、LOUDNESSの高崎晃が「トゥナイト」でゲスト参加するなど、それまでの作品に比べ、ロック色が強くなっている。
演奏はタイクーン。
永らくCD化されていなかったが、2008年末には、GEAR-maticsシリーズ第四弾として、紙ジャケCDで復刻された。
『誇りの報酬』（サウンドトラック、1985年12月21日）
ゴダイゴのファイナル・ツアーの後、メンバーはそれぞれソロとして活動していたが、このアルバムはタケカワ・浅野による、ドラマ『誇りの報酬』（日本テレビ系）のサウンドトラックである。
1984年中頃から使い始めたコンピューターミュージックを多用した曲が中心となっている。
挿入歌として使用されたタケカワヴォーカル曲も、2曲収録されている。
『ドント・ターン・バック/DON'T TURN BACK』（1986年1月21日）
ゴダイゴ後期以降に制作された曲を中心に、セルフカヴァーも加えたアルバム。
『誇りの報酬』同様、コンピュータによる打ち込みが中心となっている。
2008年末には、GEAR-maticsシリーズ第四弾として、紙ジャケCDで復刻された。
『ハロー/グッド・ナイト / HELLO/GOOD NIGHT』（1987年2月21日）
セルフ・カヴァー集。ライヴとほぼ同じ構成を目指して製作された。
ゴダイゴの曲は入っておらず、すべてソロ作品の楽曲。
2008年末には、GEAR-maticsシリーズ第四弾として、紙ジャケCDで復刻された。
『アイ・ラヴ・ユゥ/I LOVE YOU』（1989年7月21日）
アポロン移籍後初のアルバム。
前作以降にライヴで発表された曲、新しく書き下ろしされた曲を収録。
英語詞2曲以外は日本語詞で、当時ヒット・メーカーだった秋元康が多く手掛けている。
『予感』（1990年7月1日）
タケカワにしては珍しく、「失恋」をテーマにしたアルバム。
マイアミ・サウンド・マシーンが2曲で参加している。
『ソウルブレイダー/SOULBLADER』（1992年2月21日）
エニックスからリリースされた、同名ゲームのサウンドトラック。
全曲がタケカワによる作曲で、エンディングに使用された「恋人のいない夜」ではヴォーカルも担当している。
「恋人のいない夜」は、アルバム『フラワー』に収録されている「HOW CAN I BELIEVE IN LOVE」の原曲のリメイク版。「HOW CAN I BELIEVE IN LOVE 」は、タケカワが書いた曲を、ミッキーがサビの部分のみを残して書き直した曲である。
『ベストアルバム』（1992年7月21日）
タケカワの知らない間にリリースされていた、コロムビア時代のベスト・アルバム。
『誇りの報酬 ミュージック・ファイル』（1993年7月1日）
バップから発売。後期OP他、サウンドトラック盤未収録テイクを収録。
『ファンタジア/FANTASIA』（1993年7月21日）
ファンハウス移籍後初のアルバム。
『ガンダーラ伝説/LEGEND OF GANDHARA』（1994年12月7日）
タイトル曲は、ゴダイゴのヒット曲をメドレーでカヴァーしたもので、シングルCDとしても同年11月に発売されている（オリコンでもトップ100内に久々のランクイン）。ただしシングルでは日本語盤だったが、アルバムには英語盤が収録されている（尺の短いRADIO EDITはどちらも日本語盤で収録）。またメドレー中、タケカワのソロシングル「やさしい風」（1993年5月発売）の一節が出てくるが、もともと日本語の歌詞で発表されており、英語盤はここでしか聞けない。
本アルバムで「GANDHARA」をセルフ・カヴァーし、「GANDHARA '95」として発表している。
全10曲の収録曲のうち、6曲がテレビ番組やCMのタイアップがついており、ダイワハウスのCMソング「僕たちの愛」はこのアルバムに収録されている。なお本収録曲では、CMで使用されているフレーズは「ダイワハウス」の社名部分が別の言葉に置き換えられているが、この頃行われたライヴでは、CMと全く同じ歌詞で歌うことが多く、聴衆の笑いを誘っていた）。また本アルバムの収録曲のうち、6曲がシングルCD（2曲×3枚）としても発売されている。
- 「ガンダーラ伝説」/「LEGEND OF GANDHARA」使用曲一覧

1. レジェンド/LEGEND
2. ガンダーラ/GANDHARA
3. モンキー・マジック/MONKEY MAGIC
4. リリック/LYRIC
5. ホーリー&ブライト/HOLY AND BRIGHT
6. ナウ・ユア・デイズ/NOW YOUR DAYS
7. ドキ・ドキ・サマー・ガール/DOKI DOKI SUMMER GIRL
8. ロンリネス/LONENESS
9. リターン・トゥ・アフリカ/RETURN TO AFRICA
10. やさしい風/YASASHII KAZE
11. ビューティフル・ネーム/EVERY CHILD HAS A BEAUTIFUL NAME
12. 銀河鉄道999/THE GALAXY EXPRESS 999
13. 僕のサラダ・ガール/SALAD GIRL
14. ハピネス/HAPPINESS
15. ガンダーラ/GANDHARA

- 「ガンダーラ伝説（ラジオ・エディット）」使用曲一覧

1. レジェンド
2. モンキー・マジック
3. リリック
4. ホーリー&ブライト
5. ナウ・ユア・デイズ
6. ビューティフル・ネーム
7. 銀河鉄道999
8. 僕のサラダ・ガール
9. ハピネス
10. ガンダーラ

『THE 伝説』（1995年10月25日）
タケカワの「ガンダーラ伝説」、植木等の「スーダラ伝説」、加藤茶の「ズンドコ伝説」を収録した企画盤。
『西遊記』（1999年11月26日）
コーエーのゲームソフト『西遊記』のサウンドトラック。タケカワの歌う「MAGIC GOKU」が収録されている。
『銀河鉄道999 for Planetarium』（2002年8月30日）
『DOUBLE STANDARDS〜A BIG ROCK & ROLL STAR〜』（2003年10月10日）
『DOUBLE STANDARDS〜BE WITH YOU』（2003年10月10日）
「A BIG …」は、タケカワのソロ・アルバム。
「BE WITH …」は、タケカワユキヒデ & T'S COMPANYのアルバム。
1997年以降にタケカワが手掛けた、シングル・社歌・イベント曲などを集めたアルバム。
『こころのうた / MY HEART STRIKES WHEN I SMELL THE WIND』（2006年11月19日）
ソディック・グループ30周年記念非売品CD。
グループ・ソング「こころのうた」、「みんなで夢を語ろう」の2曲に加え、「TANTRA」、「ガンダーラ TANTRA ver.」等が収録されている。
『CHRONICLE 1&2+2』（2007年7月18日）
2007年2月 - 5月にネット配信された、ビートルズのカヴァーアルバム2作を1枚にまとめ、同じくネット配信されていた「ガンダーラ TANTRA ver.」の日本語版と英語版の2曲を加えたもの。
『ガンダーラ美術とバーミヤン遺跡展 / GANDHARA ART & BAMIYAN SITE』（2008年2月20日）
同名展覧会で使用されたBGM集。会場でのみ販売された。
『ビューティフル・ネーム・アゲイン』（2008年12月3日）
「ビューティフル・ネーム・アゲインプロジェクト」の趣旨を表現するために作られたCD。
8曲（内2曲はカラオケ）全て、「ビューティフル・ネーム」のリメイク。
全曲、タケカワの娘・アイ武川のアレンジで、2曲でタケカワとアイが歌っている。
『CHRONICLE 3&4+2』（2009年2月18日）
ネット配信された、ビートルズのカヴァーアルバム第3弾と第4弾を1枚にまとめ、新録された「銀河鉄道999」と「テイキング・オフ!」の英語版の2曲を加えたもの。
『CHRONICLE 5&6+2』（2010年1月30日）
ネット配信された、ビートルズのカヴァーアルバム第5弾と、新規レコーディングされた第6弾を1枚にまとめ、新録された「ホーリー&ブライト」の日本語版と英語版の2曲を加えたもの。
『HOME RECORDING DEMO ARCHIVE SERIES VOL.1 YUKIHIDE TAKEKAWA』（2010年8月25日）

### 音楽配信

#### アルバム
『アンコール・ベスト 1994』（2005年12月）
『アンコール・ベスト 1995-1』（2006年1月）
『アンコール・ベスト 1995-2』（2006年3月）
タケカワは、インターネットでの音楽配信の急速な普及に敏感に反応。
秘蔵音源シリーズとして、ライヴのアンコール・コーナーでのピアノ弾き語りを配信した。
『LIVE BEST 1996 (with That's on Noise) 』（2006年5月）
秘蔵音源シリーズ第4弾は、当時バックバンドを務めていたThat's on Noiseとのライヴ音源。
『I LOVE YOU』（2007年）
『予感』（2007年）
共に、現在廃盤となっているアポロン時代のアルバム。
『CHRONICLE』（2007年2月）
『CHRONICLE Vol.2』（2007年5月）
『CHRONICLE Vol.3』（2008年5月）
『CHRONICLE Vol.4』（2008年9月）
『CHRONICLE Vol.5』（2009年10月）
ビートルズのカヴァー・アルバム。

#### シングル
『ガンダーラ TANTRA 英語ヴァージョン』（2005年12月）
『ガンダーラ TANTRA 日本語ヴァージョン』（2005年12月）
『銀河鉄道999　BEST 4 SONGS -EP』（2006年）
『A HAPPY LIFE / MIRAMARE』（2006年5月）
『TANTRA 日本語ヴァージョン』（2006年8月）
『TANTRA 英語ヴァージョン』（2006年9月）
『希望のまち / A BIG ROCK & ROLL STAR』（2007年1月）
『HAPPY / こころのうた』（2008年1月）
『LOVE / PRIMIX』（2008年1月）
『GOOD / バーミヤン』（2008年3月）

### ビデオ、CD-ROM
『POP ON VIDEO  I LOVE YOU 抱きしめて』（VHS、1995年）
タケカワのファンクラブ『T-time』で販売された。
『ハピネス』（CD-ROM、1996年12月13日）
「ガンダーラ伝説」「僕たちの愛」「おまえはとてもWONDERFUL」「I LOVE YOU 抱きしめて」の4曲の他、ライヴ映像、インタビュー、フォトグラフィ、エッセイを収録している。
『LIVE CIRCUIT 96/97』（VHS、1997年）
タケカワのファンクラブ『T-time』で販売された。
『CONCERT'97 やさしい風のうた』（VHS、1998年）
タケカワのファンクラブ『T-time』で販売された。
『僕のソングブック #0077』（VHS、2000年）
タケカワのファンクラブ『T-time』で販売された。「0077」とは、「2000年7月7日」のこと。
『グリーンサラウンドシティ』（VHS、2002年）
横浜市港北区の大規模マンション「グリーンサラウンドシティ」の販売促進用非売品ビデオ。
ギターを手に同マンションのイメージソング「風のセレナーデ」を歌っているシーンが収録されているが、アテレコである。

### その他、収録音源
『'79 サントリー CMソング ベストヒット集』（1979年4月）
久米宏のナレーションでサントリーのCMソングが紹介されている。ハッピネス（表記そのまま）が収録されているが、通常の日本語版とは歌詞が異なる。
『Let's Talk』（1988年3月20日）
「瀬戸内大橋架橋記念博覧会／NTT館」の映像作品で主題歌「Let's Talk」の作曲・歌唱を担当。（作詞／見上陽一郎）
『WORLD OF LOVE』杉真理（1992年6月21日）
「シネマは踊る」に、タケカワにとっては珍しくコーラスで参加している。
『悠久幻想曲 2nd album サウンドトラックス』（1998年3月18日）
ゲーム「悠久幻想曲」のサウンドトラック盤。セガサターン版OPの「永遠の親友〜AND THOUGH YOU COULD HAVE ANYONE〜」を収録。
『悠久 THE SONGS』（1998年12月2日）
ゲーム「悠久幻想曲」のサウンドトラック盤。アルバム「悠久 THE BEST」に書き下ろした「友達といるときは」をセルフ・カヴァー。
『大交響詩 幻想軌道 -松本零士 漫画家生活45周年-』（1998年10月10日）
クリヤマコトのピアノをバックに「銀河鉄道999」、アンコールでささきいさお、水木一郎らと共に、もう一度「銀河鉄道999」を歌っている。
『大交響詩 幻想軌道1999』（1999年10月21日）
第3楽章で「テイキング・オフ!」と「銀河鉄道999」を、アンコールで再度「銀河鉄道999」を歌っている。
『第16回全国都市緑化みやざきフェア』（グリーン博みやざき'99）1999年3月27日から5月30日
（現フローランテ宮崎）夢花館アトリウムのメイン展示の花の妖精のテーマ曲を作曲演奏。娘達のボーカルで自宅録音したもの。内田洋行による展示作品。
『キャプテン・フューチャー オリジナルサウンドトラック完全盤』（2001年10月20日）
「夢の舟乗り」の、フルコーラス版とテレビサイズ版を収録。
『MUSIC FOR ATOM AGE♪』（2003年3月19日）
「lonely lonely」を、fleming pieのtomoko nakashima、PICO（樋口康雄）と共に歌っている。
『元気イキイキ!おもいっきり』イキイキふれんず（2003年9月25日）
日本テレビ系『午後は○○おもいッきりテレビ』15周年イメージソング。表題曲で、イキイキふれんずのメンバーとして参加している。
他のメンバーは、みのもんた、高橋佳代子、青島幸男、芦川よしみ、神保美喜、平尾昌晃、松崎悦子（チェリッシュ）、松崎しげる。
『アニメ・ジャパン・フェス2003』（2003年11月27日）
「銀河鉄道999」と「モンキー・マジック」を歌っている。
『マイ・プレジャー』村上ポンタ秀一（2003年12月3日）
「LET IT BE」を、石橋凌、大橋純子、坂崎幸之助、Shiho、松崎しげる、ムッシュかまやつと共に歌っている。
『ORIGINAL BGM COLLECTION 赤ちょうちん/妹/バージン・ブルース より』（2004年）
DVD「秋吉久美子セレクション」に添付されていたBGM集。
バージン・ブルースで使用された、アルバム「走り去るロマン」収録曲をインストゥルメンタル・アレンジした曲の内、9曲が収められている。
『MADE IN Y.O.』大野雄二（2005年7月21日）
「夢の舟乗り」をソロで、「マリン・エクスプレス」をトミー・スナイダーと共に再録音している。
『サマー・オヴ・ラヴ Volume1』（2005年9月22日）
「ビューティフル・ネーム」をリメイク。
『HERE WE ARE Vol.1 2002』（2002年12月1日）
『HERE WE GO 2003』（2003年12月20日）
『HERE WE LOVE '04〜'05』（2004年12月10日）
『HERE WE JUMP 2006』（2006年1月1日）
『HERE WE FLY 2007』（2007年1月1日）
『HERE WE SHOUT 2008』（2008年1月1日）
『HERE WE ACT 2009』（2009年1月1日）
タケカワは、学校法人菅原学園・デジタルアーツ仙台の「D-POP PROJECTION」をプロデュース。
以上のコラボレートアルバムで、「A BIG ROCK & ROLL STAR」をそれぞれ異なったアレンジで収録している。
『キタキツネ物語 ALTERNATE SOUNDTRACKS + タケカワユキヒデ/HOME RECORDING DEMO IN 1978』（2009年6月24日）
「HOME RECORDING DEMO IN 1978」は、当時タケカワがデモとして自宅録音した10曲を収録。本編では他アーティストが歌ったり日本語詞だった曲も、すべてタケカワの英語詞での収録となっている。
『小さな翼（ホームレコーディングDEMO in 1978）未収録バージョン』（2009年6月24日）
上記『キタキツネ物語　ALTERNATE SOUNDTRACKS』発売時に、ディスク・ユニオンでの購入特典として添付された非売品CD。
『アグネス・チャン/不思議の国のアグネス + タケカワユキヒデ/AGNES IN WONDERLAND - HOME RECORDING DEMO IN 1979』（2009年8月7日）
「HOME RECORDING DEMO IN 1979」は、当時タケカワがデモとして自宅録音した音源を収録。オリジナルと同じ曲順での12曲収録となっている。

### CD未販売音源
『Watch and Listen』（1976年）
NHK教育『Watch and Listen』テーマ曲。
『ラ(LA)・ラ(LA)・ラ(LA)』（1990年2月）
NHK『みんなのうた』1990年2月～3月放送。作曲・歌唱を担当。サビは児童コーラスが入るので「タケカワユキヒデとその子供たち」名義。作詞・柴田陽平、編曲・KAZZ TOYAMA（外山和彦）。映像は国籍が異なる7人の児童達が遊ぶ実写で、沖縄県で撮影が行われた。

## シングル提供曲
- 約束（相川恵里）
- 鏡の中の私（アグネス・チャン）
- 100万人のジャバウォーキー（アグネス・チャン）
- STAR（浅香唯）
- j・e・a・l・o・u・s・y（池田聡）
- 悲しみをうけとめて（伊藤つかさ）
- September Summer（伊藤麻衣子）
- 思い出が降る夜（上田正樹）
- 魅惑・シェイプアップ（内山田洋とクール・ファイブ）
- 雨に消えた想い（絵夢）
- Tonight（大沢逸美）
- アバンチュールはゴージャスに（風見律子）
- 超新星フラッシュマン（北原拓）
- スウィート・チェリー・パイ（北原佐和子）
- もういちどI LOVE YOU（草尾毅）
- 渚のファンタシィ（酒井法子）
- SONGOKU（堺正章）
- あなたス・テ・キ／さみしくって（ジェシー・慕）
- Marginal（設楽りさ子）
- Diamond Rain（設楽りさ子）
- すばらしき金剛山（クムガンサン）（宝ひとみ）
- 君はシンデレラ（富田靖子）
- 日付変更線（中村雅俊）
- SOLITUDE（中森明菜）
- 熱いほどミスキャスト（原江梨子）
- Meet Me（光GENJI）
- レディーはそよかぜ（光GENJI SUPER5）
- 開けてみれば愛（布施明）
- ジャックナイフの夏（堀ちえみ）
- タンゴゲーム（堀江しのぶ）
- 優しいソレイユ（増田未亜）
- 赤い狩人（町田義人）
- WINTER GLORY（町田義人）
- 旅立ちはフリージア（松田聖子）
- 恋するメトロ（三田寛子）
- MAKE YOU No.1 (MEGU)
- あなたの勇気になりたい（持田真樹）
- 微熱に抱かれて（森恵）
- 気持ちを離さないで（米屋純）
- ここちE（渡辺典子）
- 空色のピアス（渡辺典子）

## アニメソング
アニメソングを手がけることでも知られる。
中でも『銀河鉄道999』劇場版第1作のエンディングテーマ『銀河鉄道999』は代表格となっており、現在でも『銀河鉄道999』関係のイベントが開催される際には歌唱者として出演する機会が多い。

### 歌唱
- 夢の舟乗り（テレビ『キャプテン・フューチャー』OP）
- THE GALAXY EXPRESS 999/TAKING OFF!（映画『銀河鉄道999』主題歌/挿入歌） ※ゴダイゴ
- 魔法のあかり/アラジンのランプ（映画『アラジンと魔法のランプ』主題歌/挿入歌） ※ゴダイゴ
- じょうじなまはげ（クレイ・アニメ『じょうじなまはげ』主題歌）
- ハグしよう（映画ドラえもん 『おばあちゃんの思い出』主題歌）
- BE WITH YOU（テレビ『ぐるぐるタウンはなまるくん』ED）
- A HAPPY LIFE（OVA『蒼い海のトリスティア』ED）
- ONE FOR EVERYONE（テレビ『シルクロード少年 ユート』OP） ※ゴダイゴ

### 作詞・作曲・編曲
- どこから来たのユニコ/そして今日も 他（『短編 ユニコ 黒い雲と白い羽』OP/ED他）
- ニルスのふしぎな旅/いつまでも友達 他（『ニルスのふしぎな旅』OP/ED他）
- （あ）ロックンロール/オトメチックドリーム 他（『とんでモン・ペ』OP/ED他）
- FIRE（『愛してナイト』挿入歌）
- 失われた伝説（ゆめ）を求めて/ブルー・レイン（『機甲創世記モスピーダ』OP/ED）
- ROCK THE PLANET[注 2]/REMEMBER MY LOVE/BORN TO BE FREE（『うる星やつら』（1981年版）OP他）
- 悲しみが許せない（『強殖装甲ガイバー』挿入歌）
- 心の扉（『扉を開けて』挿入歌）
- ドリーミング・A・Go-Go/スーパー・ウォーズ 他（『ビックリマン』OP/ED他）
- 空色のピアス（『アニメ三銃士』挿入歌）
- セント・ジュエルを探せ!/そして君にたどりついた 他（『新ビックリマン』OP他）
- うわさのエンジェル/ピエロ 他（『なな色マジック』挿入歌）
- 光の戦士たち 他（『魔動王グランゾート』OP他）
- 君に/HOWLLING（『愛と剣のキャメロット』挿入歌）
- オレ タルるート（『まじかる☆タルるートくん』OP）
- パプワ音頭でつんつくつん（『南国少年パプワくん』挿入歌）
- 愛はNEVER END 他（『不思議の国の美幸ちゃん』挿入歌）
- すずめばち最高!（『ぐるぐるタウンはなまるくん』挿入歌）

## ゲーム音楽
太字は、自身がヴォーカルを担当した曲。
- ソウルブレイダー
  - ED「恋人のいない夜」（作詞・作曲）
- エルファリアII（作曲）
- ウイニングポスト2（作曲）
- 桃太郎道中記（作曲）
- 西遊記
  - OP「MAGIC GOKU」（作詞・作曲・編曲）
- 悠久幻想曲 2nd Album
  - セガサターン版OP「永遠の親友〜AND THOUGH YOU COULD HAVE ANYONE〜」（作詞・作曲・編曲）
    - 下記の「永遠の親友」の英語版。

  - CMソング「永遠の親友」（作詞・作曲・編曲）
  - プレイステーション版OP「永遠の親友」（作詞・作曲）
  - イメージソング「友達といるときは」（作詞・作曲・編曲）
  - イメージソング「友達といるときは」（作詞・作曲・編曲）
    - 上記の「友達といるときは」とは別アレンジ。
- TANTRA
  - イメージソング「ガンダーラ TANTRA ver.（英語版）」（作曲・編曲）
  - イメージソング「ガンダーラ TANTRA ver.（日本語版）」（作曲・編曲）
  - イメージソング「ガンダーラ T's COMPANY ver.（英語版）」（作曲・編曲）
  - イメージソング「ガンダーラ T's COMPANY ver.（日本語版）」（作曲・編曲）
  - イメージソング「TANTRA（英語版）」（作詞・作曲・編曲）
  - イメージソング「TANTRA（日本語版）」（作詞・作曲・編曲）

## 校歌
- さいたま市立大宮国際中等教育学校 - 2019年4月開校
- 帝京大学小学校
- 国際基督教大学高等学校 - 作曲。作詞は奈良橋陽子。なお、歌詞はすべて英語である[4]。
- 杉並区立永福小学校 - 2013年4月1日開校（作詞）[5]
- 浦安市立高洲小学校 - 2003年4月1日開校（補作詞・作曲）[6]

## 書籍
- こだわりすてぃっく・えっせい タッタ君現わる（小学館、1983年8月）
- タケカワユキヒデのコンピュータミュージックだぞ -僕だけのウィリアムテル序曲-（啓学出版、1988年10月）
- タケカワユキヒデの自動伴奏シンセだぞ -僕だけのマル秘作曲法-（啓学出版、1989年5月）
- 元総理探偵・霧島幸四郎の推理（講談社ノベルス、1992年10月
- 元総理探偵・霧島幸四郎絶体絶命!（講談社ノベルス、1993年4月）
- ガンダーラ 新西遊記（講談社ノベルス、1994年5月
- ガンダーラ 妖鬼滅却伝（講談社ノベルス、1994年11月）
- タイアップ殺人事件 - マネージャー探偵 朝館吾郎（ジョイ・ノベルス、1995年4月）
- 殺しは本番5分前 - マネージャー探偵 朝館吾郎（ジョイ・ノベルス、1996年5月）
- サラダな家族（実業之日本社、1995年11月）
- たびにでたいな マンナひとりで（小峰書店、1995年11月）
- Oじいさんのチェロ（あかね書房、2001年2月）※翻訳のみ
- タケカワユキヒデのもっと楽しもうよ!音楽① 歌うって楽しい!（汐文社、2001年3月30日）
- タケカワユキヒデのもっと楽しもうよ!音楽② 楽器にチャレンジ!（汐文社、2001年3月10日）
- タケカワユキヒデのもっと楽しもうよ!音楽③ バンドを作ろう!（汐文社、2001年3月25日）

※「タケカワユキヒデのもっと楽しもうよ!音楽」シリーズは、3冊入りBOXも発売された。
- 娘を持つ父親のための本（集英社、2001年12月）
- ともだちロボットギタローくん（ポプラ社・ブンブンコミックス、2004年12月）
- タッタ君ふたたび 上（T-time、2013年9月22日）
- タッタ君ふたたび 中（T-time、2013年9月22日）
- タッタ君ふたたび 下（T-time。2013年9月22日）

関連書籍
- タケカワユキヒデ マネージャー物語（なかむらみつのり著、T-time、2016年2月20日）

## 逸話
出身地である、さいたま市の歌「希望（ゆめ）のまち」の製作に携わった（公募した歌詞の選考委員長・補作詞・作曲）。浦和レッズのファンでもある。
小学生の頃は、ヴァイオリンを習っていた。作曲する音楽も、自然とクラシック調の曲が多かったという。突然曲が浮かぶといけないので、草野球をする時にまで五線譜を持っていく、変わった子供だった。
ビートルズに衝撃を受け、中学2年の時にバンド活動を始める。中学の文化祭で演奏しようとしたところ、その前に教師たちの前で演奏することに。だが、意外なことに教師たちからは拍手喝采される。いまだにビートルズを敬愛しており、芸能界一のビートルズ・フリークとしても知られる。
「武川」という苗字が珍しかったため、中学時代に「武蔵」と読み間違われたことがあった。
埼玉県立浦和高等学校では、ラグビー部に入ろうとしたが、怪我をしたらピアノが弾けなくなるという理由で、音楽大学教授の父に止められたという。
受験した大学は、横浜国立大学、東京外国語大学英米語学科、早稲田大学政治経済学部、上智大学史学科であった。当時、東京外語の合格発表と入学手続きは早稲田の入学式の数日後だったため、一旦早稲田に入学して東京外語の合格発表を待ち、東京外語合格を確認して早稲田は退学した。なお、入学を希望していた上智大学は不合格となっている。
デビューしたときは未だ学生で、その後の曲のヒットなどにより多忙になり、一時は大学の卒業が危ぶまれた。しかし、学則で認められた最高8年の在学と、休学期間上限を使い切り、無事に卒業した（しかも妻・敦子と結婚し長男・暁が生まれていた）。当時のエッセイで、入学時に大学に問い合わせて合計11年の在学が可能であることを確認していたと明かしている。卒業式では総代を務め、芸能マスコミがこれを伝えた。式では10歳下の卒業生達と一緒だったという。
今ではある程度得意であるが、意外にもデビュー当時は英語が苦手だった。ゴダイゴのデビュー時、プロデューサーのジョニー野村は、彼が韻を踏むことばかりを考えて単語を並べて作った、意味がめちゃくちゃな歌詞を見て爆笑したという。このため、それ以降のゴダイゴの歌詞のほとんどを奈良橋陽子が手がけることとなる。
大学1年目の外語祭（文化祭）でバンドを組んで歌ったところ、河野一郎（当時英米語学科教授）から、「タケカワ君は、英語は下手だけど、英語の歌は上手いね」と言われたという。
1978年に放送開始されたテレビアニメ『キャプテン・フューチャー』のオープニングテーマ「夢の舟乗り」でボーカルを務めている。この歌の作曲は、同作の劇伴も手がけた大野雄二であり、純粋にヴォーカリストとしての参加である。なおこの曲は、番組開始からしばらくの間はヒデ夕樹（『人造人間キカイダー』の主題歌等で知られる）が歌うヴァージョンが使用されていたが、途中からタケカワの歌うものが使用されるようになった。現在入手可能なサウンドトラック集『コロムビア・サウンド・アーカイブス キャプテンフューチャー オリジナル・サウント・トラック -完全盤-』には、両ヴァージョンともテレビサイズとフルサイズの両方が収録されている。大野は、かねてからタケカワとの共演を熱望していたが、諸般の事情でなかなか実現は果たせず、本作はそんな大野の念願叶っての一作となったという。大野は、ゴダイゴのメンバーであるトミー・スナイダーも何度かボーカリストに起用しており、こちらは『ルパン三世』の挿入歌などが有名である。
1986年、『超新星フラッシュマン』の主題歌（オープニングテーマ「超新星フラッシュマン」 / エンディングテーマ「ファイティングポーズ・フラッシュマン」）を作曲。歌唱者は北原拓だが、タケカワの長男は、タケカワが歌うものだと思い込んでいたため、親子で放送開始前のイベントに参加した際、そこでようやく北原が歌うことを知った長男に「お父さん、歌わせてもらえなかったんだ……」と残念そうに言われたという。
ゴダイゴが活動休止してからしばらくは、コンサートやテレビに出演することはせず、他アーティストへの提供曲を作曲する仕事に専念していた。そんなある日、大声で泣き叫んで仕事の邪魔をした子供を叱ったところ、「何言っているの?どうせタッタは歌を歌って遊んでいるだけじゃないか!」と反論された。これをきっかけに、以前のようにコンサートやテレビにも出演するようになったという。
1992年1月にエニックス（現：スクウェア・エニックス）から発売されたスーパーファミコン用アクションRPG『ソウルブレイダー』の音楽を担当。国内で20万本、海外（北米＋欧州）で9万5千本のセールスを記録した。しかし、当時の家庭用ゲーム市場を事実上制覇していたスーパーファミコンが、勢いを増していた時期の発売だったため、数多くのタイトルの中に埋もれてしまった感もあり、あまり知名度は高くない。しかしながら、プレイした人間には、作品の世界観を補完し盛り上げる楽曲が高い評価を受けている。サウンドトラックは、エニックスのゲームミュージックアルバムを多数発売していたアポロン（後のバンダイ・ミュージックエンタテインメント）からリリースされた。BGM20曲に加えて、エンディング曲「恋人のいない夜」に歌詞を付け、タケカワ自ら歌ったヴォーカルヴァージョンも収録されている。
放送開始当初から、NHK教育の人気子供番組『天才てれびくんシリーズ』の音楽を担当しており、特に1998年から2005年まで同番組音楽コーナー「ミュージックてれびくん」の音楽監督を務めており、多くの作詞曲や訳詞等をした。

## 出演

### テレビ番組
- 地球と生きる（NHK教育テレビ） - 司会
- 午後は○○おもいッきりテレビ（日本テレビ） - ゲストコメンテーターで、何度か出演していた。
- 冒険スタジアム（NHK総合テレビ）- 司会
- 天下の達人!4本勝負（テレビ朝日）
- 乃木坂スター誕生!（日本テレビ）

### テレビドラマ
- 男たちの旅路 第2部 〜冬の樹〜（NHK土曜ドラマ、1977年2月12日）
- みのもんたの人生相談デカ 〜おもいッきりテレビ殺人事件〜（日本テレビ、2002年10月1日）

### ラジオ番組
- えがお presents GIFT SONGS〜父から娘へ贈るリコメンド・ソングス〜（TOKYO FM、2014年8月3日 - 、関東ローカル）[8]
- 特別講義 音楽表現と情報環境（放送大学）
- 音楽ドラマ「ロック・レジェンド降臨」（NHKラジオ第1）
- 短期集中!3か月英会話（NHKラジオ第2）

### CM
- サントリー 純生（1979年）
- 公共広告機構「お年寄りの幸せって」キャンペーン（1980年） - 前畑秀子と共演

## 観光大使
- 酒田寒だら大使（2021年1月17日就任） - 「ガンダーラ」のタイトルと山形県酒田市名物の寒だらの語感が似ていることから、酒田市の中町中和会商店街と中通り商店街が委嘱[9]。